# Cameron Jerome
Cameron Zishan Rana-Jerome (Huddersfield, 1986. október 14. –) angol labdarúgó, 2023 óta a Bolton Wanderers játékosa.

## Pályafutása
Jerome a helyi klubnál, a Westend Juniors-nál kezdte pályafutását, majd a Huddersfield Town-hoz került. Játszott még a Middlesbrough-nál és a Cardiff City-nél is, valamint ifijátékosként a Grimsby Town-nál és a Sheffield Wednesday-nél.
A 2004-05-ös szezonban a Cardiff City játékosaként 7 gólt szerzett 32 mérkőzésen, a következő szezonban pedig a csapat gólkirálya lett 20 találattal. Jó formája felkeltette a klubok érdeklődését, és 2006-ban a Birmingham City igazolta le, miután 2006. május 31-én átesett a szükséges orvosi vizsgálaton.
Első bajnoki gólját a csapatban 2006. szeptember 12-én szerezte a Queens Park Rangers ellen a Loftus Road-on. A Premier League-ben 2007. augusztus 25-én szerezte első gólját csupán 32 másodperccel a mérkőzés kezdete után a Derby County ellen idegenben. Második gólja ugyanezen a mérkőzésen a Birmingham első győzelmét eredményezte a 2007–08-as szezonban.
Jerome az angol utánpótlás-válogatott mezét, egészen a 2009-es U21-es Európa-bajnokságig viselte.